# Daemonorops rubra
Daemonorops rubra là loài thực vật có hoa thuộc họ Arecaceae. Loài này được (Reinw. ex Mart.) Blume mô tả khoa học đầu tiên năm 1847.